# Partido Peronista Femenino
El Partido Peronista Femenino fue un partido político argentino creado en 1949 y desaparecido en 1955. Solo podía estar integrado por mujeres y eligió como primera presidenta a Eva Perón. Tenía garantizado el 33% de los cargos que obtenía el peronismo (los otros dos tercios eran para los sindicatos y para el sector político masculino).

## Origen

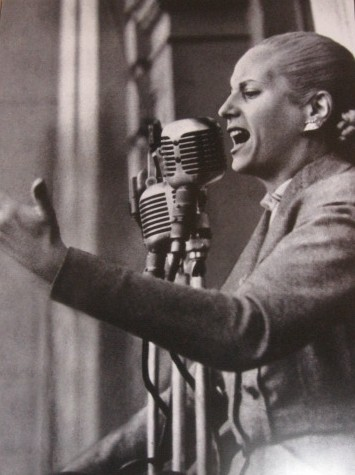
Eva Perón primera presidenta del Partido Peronista Femenino.

Luego de obtener el sufragio femenino en 1947 Eva Perón, Evita, comprendió que la sola existencia de la ley no garantizaba la presencia de las mujeres entre los candidatos con posibilidades de ser electos. Por esa razón, en 1949, junto con otras mujeres que venían actuando políticamente desde 1945, decidieron fundar el Partido Peronista Femenino.
En el discurso que pronunció en aquella ocasión Evita precisa la razón de haber creado el partido:

El partido femenino que yo dirijo en mi país está vinculado lógicamente al movimiento Peronista pero es independiente como partido del que integran los hombres... Así como los obreros sólo pudieron salvarse por sí mismos y así como siempre he dicho, repitiéndolo a Perón, que "solamente los humildes salvarán a los humildes", también pienso que únicamente las mujeres serán la salvación de las mujeres. Allí está la causa de mi decisión de organizar el partido femenino fuera de la organización política de los hombres peronistas. Nos une totalmente el Líder, único e indiscutido para todos. Nos unen los grandes objetivos de la doctrina y del movimiento Peronista. Pero nos separa una sola cosa: nosotras tenemos un objetivo nuestro que es redimir a la mujer.

Debido a su organización autónoma, el 33% de todos los cargos obtenidos por el peronismo debían corresponderle. De este modo gran cantidad de mujeres resultaron elegidas en 1951 por el partido para ocupar cargos legislativos: 23 diputadas nacionales, 6 senadoras nacionales, y si se cuentan a las legisladoras provinciales fueron elegidas en total 109 mujeres.
 Las dificultades de las mujeres para acceder a cargos políticos, aun cuando se les reconocían sus derechos, quedó evidenciada con la Unión Cívica Radical, el segundo partido del país en aquel entonces, pero en el que ninguna mujer accedió a un cargo electivo.

## Acción política

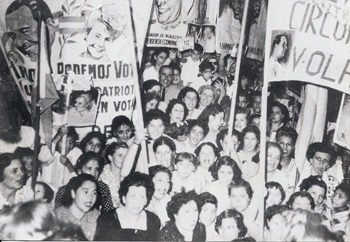
Acto del Partido Peronista Femenino en 1951.

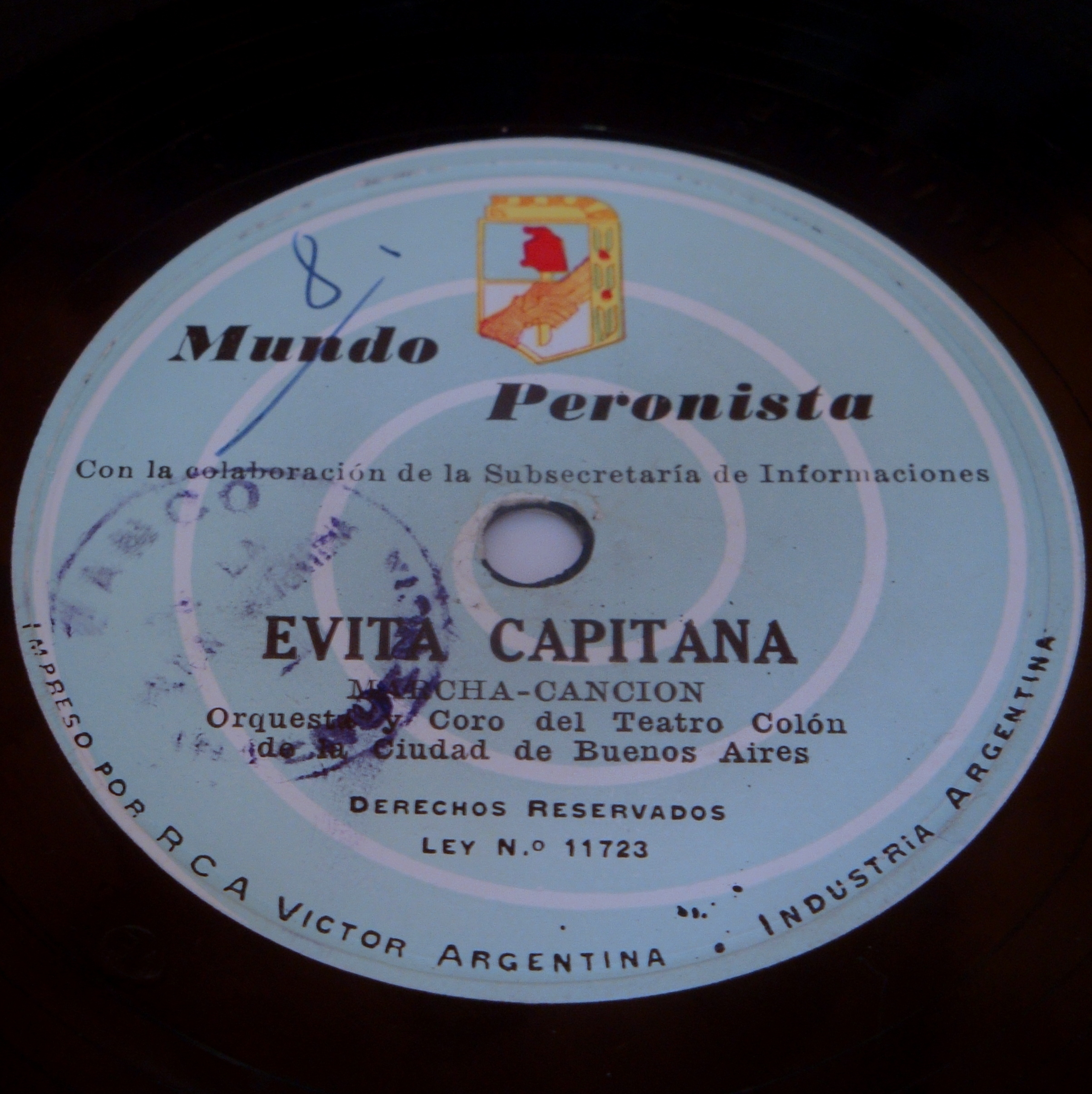
Evita Capitana, la versión femenina de la marcha Los muchachos peronistas.

El PPF estaba organizado a partir de unidades básicas femeninas que se abrían en los barrios y pueblos canalizando la militancia directa de las mujeres.
Las afiliadas participaban a través de dos tipos de unidades básicas:
- Unidades básicas sindicales, si eran trabajadoras asalariadas
- Unidades básicas ordinarias, si eran amas de casa, empleadas domésticas, trabajadoras rurales.[6]

Dentro del partido, no había distinciones ni jerarquías entre los miembros.
El 11 de noviembre de 1951 se realizaron elecciones generales. Evita fue propuesta por la CGT para ser candidata a Vicepresidenta, pero debió renunciar a la candidatura debido por un lado a las presiones de los sectores conservadores y por otra al avance del cáncer que la afectaba y que le causaría la muerte pocos meses después. En esa oportunidad votó en el hospital donde estaba internada.

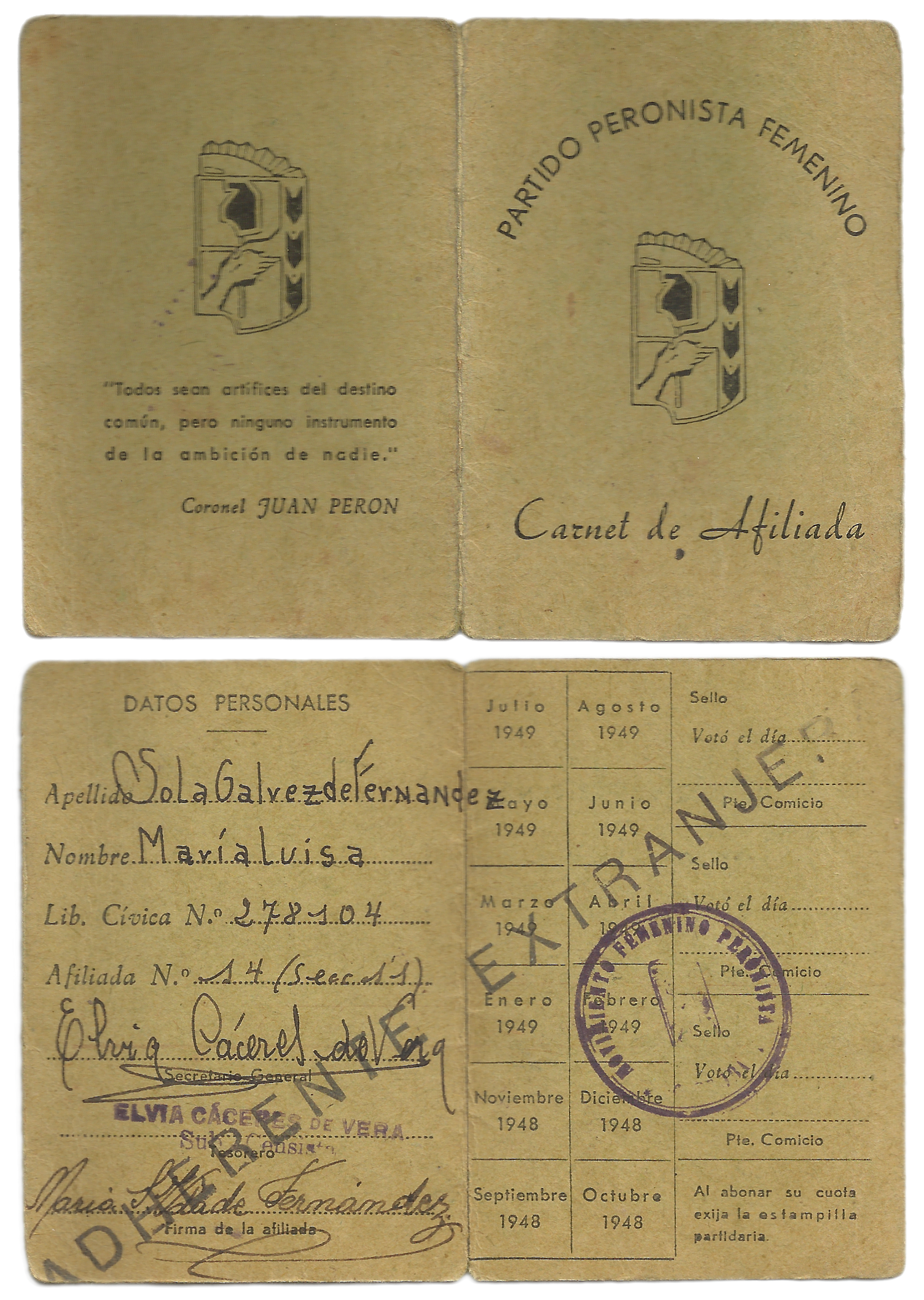
Carnet de afiliada al Partido Peronista Femenino

En la ciudad de Buenos Aires las candidatas del partido encabezaron las listas de senadores y diputados, resultando elegidas María Rosa Calviño, como senadora nacional, y Delia Degliuomini, Juana Espejo y Dora Gaeta, diputadas nacionales.
En el interior, Santa Fe fue una de las primeras provincias a estructurar el PPF y en 1949 bajo la supervisión de Ana Carmen Macri, Josefa Sólito de Alegre y Elsa Esther Franco de Sperati aprovechando la visita de Evita a la ciudad de Santa Fe en un acto multitudinario que se efectúa en la Avenida Freyre y Suipacha, Unidad Básica de la sexta sección. Durante dos años, Ana Carmen Macri y sus compañeras lograron la apertura de 658 unidades básicas. En parte, en la delegación de la provincia de Corrientes  es elegida secretaria del PPF Eloísa Chico de Arce (quien trabajó intensamente desde 1949 a 1955 para luego ocupar el cargo de Diputada Nacional por la homónima provincia).

## Disolución
El golpe militar que en 1955 derrocaría el gobierno encabezado por el presidente Juan Perón, dispuso la ilegalización del peronismo, incluyendo al Partido Peronista Femenino. En 1972, cuando el peronismo dejó de estar prohibido, el Partido Peronista Femenino no volvió a constituirse. Entonces, el Partido Justicialista incluyó en su interior a hombres y mujeres por igual, pero manteniendo la antigua regla del 33% para la "Rama Femenina".